# Hiranyaksha

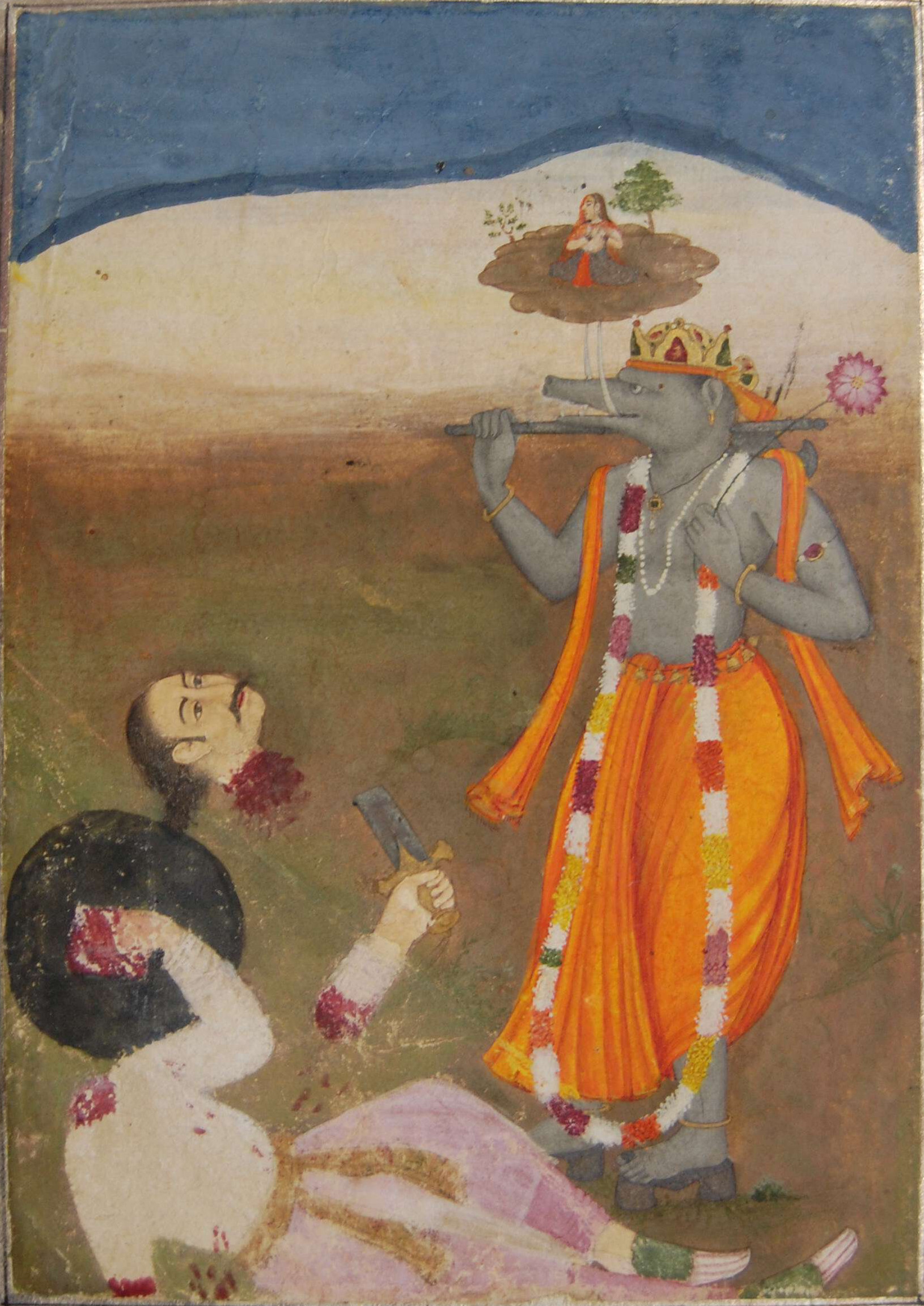
Varaha victorieux d'Hiranyaksha. Sur ses défenses il porte Bhumadevi (gouache, 1751-1850).

Hiranyaksha est un démon du panthéon de l'hindouisme. Il est le frère du démon Hiranyakashipu. Il fut tué par le dieu Vishnou à cause de sa violence à l'égard de Bhumadevi, la terre nouvellement créée. Pour cela, Vishnou dut s'incarner dans son troisième avatar, le sanglier Varaha.